# Hyalopomatus jirkovi
Hyalopomatus jirkovi är en ringmaskart som beskrevs av Kupriyanova 1993. Hyalopomatus jirkovi ingår i släktet Hyalopomatus och familjen Serpulidae. Inga underarter finns listade i Catalogue of Life.